# Замкнутий многовид

Реалізація пляшки Клейна у вигляді «вісімки».

Замкнутий многовид у топології — компактний зв'язаний многовид без межі. Прикладами замкнутих многовидів є коло, сфера, проективна площина, тор, пляшка Клейна тощо.
Властивість компактності означає на інтуїтивному рівні скінченність, обмеженість. Числова пряма не є замкнутим многовидом, оскільки вона некомпактна. З іншого боку, відрізок та диск теж не є замкнутими многовидами, оскільки вони мають межу.
Поняття замкнутого многовиду треба відрізняти від поняття замкнутої множини. Наприклад відрізок із кінцями є замкнутою множиною, але не є замкнутим многовидом. Коли говорять про замкнутий всесвіт мають на увазі замкнутість його як многовиду.
Дійсні замкнуті многовиди характеризуються числом Понтрягіна, яке приймає тільки раціональні значення. Нехай M є 4n-вимірний гладкий замкнутий многовид і {\displaystyle \omega =\{k_{1},k_{2},\dots ,k_{m}\}} ― розбиття числа {\displaystyle n}, тобто набір натуральних чисел, таких что {\displaystyle k_{1}+k_{2}+\cdots +k_{m}=n}.
Раціональне число
{\displaystyle P_{\omega }=p_{k_{1}}\cup p_{k_{2}}\cup \cdots \cup p_{k_{m}}([M])}
називається числом Понтрягіна многовиду M за розбиттям {\displaystyle \omega }, тут {\displaystyle p_{i}} позначають класи Понтрягіна.